# Eustațiu Stoenescu
Eustațiu Stoenescu (n. 14 mai 1884, Craiova - d. 13 septembrie 1957, New York) a fost un pictor român. A studiat la Academia Julian și la Școala națională de arte frumoase din Paris cu J.P. Laurens, cu care a colaborat la executarea unor cartoane de tapiserie și a unor decorații murale. Stoenescu a pictat scene de gen, peisaje, naturi moarte, remarcabile prin subtilitatea tonurilor gri („Natură statică cu lămâie”), dar a fost mai ales un portretist virtuos, excepțional prin darul exprimării laconice și prin viziunea distantă, solemnă, dar nu lipsită de expresivitate („Amatorul de tablouri”, 1941).
Distins, elegant, zâmbitor, Eustațiu Stoenescu a dus o viață stranie, ușor romantică și încă nedeslușită. Fiind o prezență constantă în cercurile mondene ale epocii, despre Stoenescu se păstrează imaginea unui personaj cosmopolit, rafinat și cumva arogant. Pictor de mare talent, socotit de critică unul dintre cei mai mari portretiști ai vremii, Eustațiu Stoenescu a intrat într-un con de umbră după cel de-al doilea război mondial, după moarte fiind aproape uitat. 
Ia contact cu pictura la 15 ani, când pictorul francez Leopold Durangel (1828-1898) vine în casa părintească pentru a realiza portretul mamei sale. După vizitarea Expoziției retrospective Nicolae Grigorescu, deschisă în 1897 la București, în sala Ateneului Român, se decide ireversibil să urmeze același drum. Pleacă în Franța împreună cu Nicolae Titulescu și studiază pictura. Dacă la început de drum tematica era tributară lui Grigorescu, treptat Stoenescu s-a desprins de orice influență, construindu-și un stil puternic personalizat.

## Biografie
Eustațiu Ion Mihai Stoenescu s-a născut în ziua de 14 mai 1884 în familia lui Grigore și Matilda Stoenescu. Primul contact cu pictura îl face la vârsta de 15 ani în momentul în care pictorul francez A.V. Leopold Durand Durangel este angajat pentru a realiza portretul mamei sale. În perioada 1890 - 1900, Eustațiu urmează cursurile primare și liceul la Colegiul din Craiova. Pictează în vacanțele de vară la Brădești, pe malul râului Jiu. Vizitează în anul 1897 o expoziție a lui Nicolae Grigorescu unde se apucă pe loc să execute schițe în pofida nemulțumirii vădite a lui Al. Tzigara-Sarmucaș prezent acolo.
În anul 1900, pleacă la Paris împreună cu Nicolae Titulescu pentru continuarea studiilor, el fiind cazat la acesta din urmă. Eustațiu Stoenescu devine elevul lui Jean-Paul Laurens și lucrează în atelierul acestuia până în anul 1911. Acolo îi cunoaște pe Jean Alexandru Steriadi, Camil Ressu, Nicolae Dărăscu, Samuel Mützner, Costică Petrescu, Pierre Gaudreault, André Dunoyer de Segonzac, L. Fr. Biloul, Valdo Barbey și mulți alții. Se înscrie în anul 1902 și urmează în paralel cursurile Școlii Naționale de Arte Frumoase din Paris. Debutează simultan la Salonul Oficial Societe Francais și la Expoziția Societății Artistice „Theodor Aman” din Craiova. Devine intim în atelierul din Depot de Marbres a lui Jean-Paul Laurens cu Auguste Rodin și Antoine Bourdelle. 
Începând din 1906 urmează o serie de expoziții, prima fiind la Salonul Oficial de la Paris, urmată de Tinerimea artistică și Expoziția Jubiliară unde obține medalia de aur. Expozițiile sale la Salonul Oficial de la Paris devin o obișnuință până în anul 1911 când obține Mențiunea de Onoare pentru tabloul "Țiganii la drum". 
În anul 1936, Eustațiu Stoenescu este numit în funcția de profesor de pictură la Academia de Arte Frumoase din București. În 1941 devine rectorul Academiei de Arte.

## Alte expoziții
- 1914 - Salonul Oficial de la Paris, tabloul său "Dejunul" este distins cu Medalia de argint.
- 1915 - "Tinerimea artistică", expune zece tablouri
- 1915 - Salonul Oficial din Paris, obține Medalia clasa I pentru Portretul poetei Elena Văcărescu, alături de Ștefan Luchian
- 1916 - Salonul Oficial din Paris și "Tinerimea Aristică".
- 1920 - Salonul de Toamnă de la Paris. expune picturile "Bursa din Paris", "Portretul ducesei d'Uzes"
- 1921 - Galeria M.M.Bernheim â Jeune din Paris, expoziție personală
- 1922 - Salonul Oficial de la Paris, expune "Portretul baronesei Levavasseur" și "Portretul contelui Chasigne"
  - Anvers (Belgia), e prezent la o expoziție cu zece tablouri.
  - Ateneul Român, expoziție împreună cu Ion Jalea și Clara Sulzer.
- 1923 - Craiova, expoziție personală
- 1924 - Bienala de la Veneția, expune "Portretul guvernantei Amelia Kinst (Bătrâna)", "Portretul pictorului Ștefan Popoescu", "Portretul pictorului Jean-Paul Laurens" și peisaje din Veneția.
- 1925 - Salonul Oficial de la Paris, expune "Portretul pictorul Jean-Paul Laurens". Tabloul îi este achiziționat de statul francez. Pictează la Paris, Veneția și Craiova. Expune două tablouri la Expoziția artelor decorative, deschisă la "Jeu-de Paume", nouă la o galerie din Londra și altele la Expoziția Internațională de la Pittsburg (SUA).
- 1926 - Craiova, expoziția Cercului artistic oltean (al cărui președinte de onoare era).
- 1926 - Galeria Jean Charpanrier din Paris, expoziție personală.
- 1927 - Sala "Ileana" București, o expoziție personală. Expune "Portretul abatelui Mugnier" și "Portretul guvernantei Miss Mac'Canell (Bătrâna în negru)".
- 1928 - Salonul Oficial de la Paris, la Bienala de la Veneția și la "Tinerimea Artistică".
- 1930 - New York - Galeria Durand Ruel și la Galeria Sterner, expoziție personală
- 1930 - Chicago - Muzeul de Artă
- 1930 - Cleveland - Muzeul de Artă și San Francisco - Muzeul "Legion d'Honneur".
- 1931 - Salonul Oficial de la Paris și are o nouă expoziție personală la București. Pictează "Portretul avocatului Alexandrescu".
- 1932 - Salonul Oficial de la Paris, expune "Portretul unui artist".
- 1937 - Expoziția Universală de la Paris, obține "Le Grand Prix".
- 1940 - Salonul Oficial de la Paris, "Tinerimea Artistică" și la a treia expoziție a Asociației "Arta".
- 1942 - Salonul Oficial de la București obține Premiul Național pentru pictură.
- 1943 - 1945 - Expozitia "Saptamâna Olteniei" de la Craiova, Saloanele Oficiale și expozițiile Asociatiei "Arta".
- 1946 - Expoziția Asociatiei "Arta".
- 1947 - Expoziția Asociatiei "Arta" din Bucuresti.